# Circuito Brasileiro de Voleibol de Praia Masculino - Challenger de 2015
O Circuito Brasileiro de Voleibol de Praia - Challenger de 2015, também chamado de Circuito Banco do Brasil de Vôlei de Praia Challenger, foi a quarta edição da principal competição nacional de Vôlei de Praia Challenger na variante masculina, iniciado em 22 de maio de 2015.

## Resultados

### Circuito Challenger
| Evento                                                              | Ouro                          | Prata                            | Bronze                                     | Quarto lugar                         |
| 1ª Etapa Chapecó, Santa Catarina 22 a 24 de maio de 2015.           | /Luciano de Paula Léo Vieira  | Fábio Guerra Daniel Souza        | / Thiago Santos Oscar Brandão              | / Richards Furtados Ralph Cabral     |
| 2ª Etapa Campo Grande, Mato Grosso do Sul 12 a 13 de junho de 2015. | Fábio Guerra Daniel Souza     | / Anderson Melo Averaldo Pereira | Léo Gomes Bernat de Souza                  | /Benjamin Insfran André Loyola Stein |
| 3ª Etapa Vitória, Espírito Santo 3 a 5 de julho de 2015.            | / Thiago Santos Oscar Brandão | / Anderson Melo Averaldo Pereira | /Lipe Rodrigues Fábio Rodrigo              | Léo Gomes Bernat de Souza            |
| 4ª Etapa Cabo Frio, Rio de Janeiro 24 a 26 de julho de 2015.        | /Luciano de Paula Léo Vieira  | Léo Gomes Bernat de Souza        | / Gustavo Carvalhaes Saymon Barbosa Santos | / Thiago Santos Oscar Brandão        |

## Ranking final
| Posição           | Equipe                               | Pontuação |
| ----------------- | ------------------------------------ | --------- |
| Medalha de ouro   | Fábio Guerra Daniel Souza            | 1240      |
| Medalha de prata  | Léo Gomes Bernat de Souza            | 1200      |
| Medalha de bronze | /Luciano de Paula Léo Vieira         | 1200      |
| 4                 | / Anderson Melo Averaldo Pereira     | 1120      |
| 5                 | / Thiago Santos Oscar Brandão        | 1000      |
| 6                 | /Benjamin Insfran André Loyola Stein | 960       |
| 7                 | / Richards Furtados Ralph Cabral     | 840       |